# Tomruktaş, Kağızman
Tomruktaş là một xã thuộc huyện Kağızman, tỉnh Kars, Thổ Nhĩ Kỳ. Dân số thời điểm năm 2010 là 155 người.